# R o m a n c e
Romance (стилизовано как r o m a n c e) — второй альбом британской рок-группы Tubelord. Он издан 10 октября 2011 года на независимом лейбле Pink Mist.

## Об альбоме
Это первый полный LP с басистом Томом Коулсон-Смитом и клавишником Джеймсоном Эллиотом Филдом. Альбом был издан в форматах CD, винил и также доступен для цифрового скачивания.
Первый трек «Over In Brooklyn» — это продолжение скрытого последнего трека с альбома Our First American Friends.
Песня «My First Castle», изданный 14 сентября 2011 года, в настоящее время единственный сингл с альбома, который продаётся на веб-сайте Pink Mist. В издание «My First Castle» входят два дополнительных трека «Elle Barge» и «Death» на стороне A, а на стороне B шесть spoken word-поэм от трёх авторов: Рэйчел Аллен, Андрей Паркс и Сэм Б.У.

## Список композиций
Слова и музыка всех песен — Tubelord.
| №                   | Название            | Длительность |
| ------------------- | ------------------- | ------------ |
| 1.                  | «Over In Brooklyn»  | 3:26         |
| 2.                  | «Never Washboard»   | 3:31         |
| 3.                  | «4T3»               | 3:53         |
| 4.                  | «Charms»            | 3:32         |
| 5.                  | «Here Is Nothing»   | 3:23         |
| 6.                  | «Go Old»            | 3:00         |
| 7.                  | «My First Castle»   | 3:07         |
| 8.                  | «Ignatz»            | 1:53         |
| 9.                  | «Waterworld»        | 4:16         |
| 10.                 | «In Greenland»      | 4:28         |
| 11.                 | «Tidy Diggs»        | 4:09         |
| Общая длительность: | Общая длительность: | 38:43        |

## Участники записи
- Джозеф Прендергаст — вокал, гитара, клавишные, ударные
- Том Коулсон-Смит — бас-гитара, ударные
- Дэвид Кэтмар — бэк-вокал, ударные
- Джеймс Эллиот Филд — клавишные, ударные